# Local H
Local H är en amerikansk rockduo som bildades 1987 av Scott Lucas (sång, gitarr) och Joe Daniels (trummor), båda från Zion, Illinois. Daniels ersattes av 1999 av Brian St. Clair.

## Medlemmar
Nuvarande medlemmar
- Scott Lucas – gitarr, sång, basgitarr, percussion, synthesizer, orgel (1987– )
- Ryan Harding – trummor, percussion (2013– )

Tidigare medlemmar
- Joe Daniels – trummor, percussion, bakgrundssång (1987–1999)
- Matt Garcia – basgitarr (1990–1993)
- Brian St. Clair – trummor, percussion, bakgrundssång (1999–2013)

Turnerande medlemmar (urval)
- Wes Kidd – sologitarr (1998–1999)
- Gabe Rodriguez – bakgrundssång, tamburin, kazoo (1993–2014)
- Jason Batchko – trummor, percussion (2008)
- Pete Beeman – trummor, percussion (2017)
- Adam McCaffery – gitarr, bakgrundssång (2018– )
- Chad Williams – basgitarr (2018– )

## Diskografi
Studioalbum
- Ham Fisted (1995)
- As Good as Dead (1996)
- Pack Up the Cats (1998)
- Here Comes the Zoo (2002)
- Whatever Happened to P.J. Soles? (2004) med låten "Halcyon Days (Where Were You Then?)"
- Twelve Angry Months (2008)
- Hallelujah! I'm A Bum (2012)
- Hey, Killer (2015)

Livealbum
- Alive '05 (2005)

EP
- Drum (1991)
- Half-Life E.P. (2001)
- The No Fun EP (2003)
- Local H's Awesome Mix Tape#1 (2010)
- The Another February EP (2013)
- Team EP (2014)
- Local H's Awesome Mix Tape #2 (2014)

Samlingsalbum
- Retrospective (2002) (promo)
- The Island Years (2011)